# نیکولای یورافسکی
نیکولای یورافسکی (انگلیسی: Nicolae Juravschi؛ زادهٔ ۸ اوت ۱۹۶۴) قایقران کانو اهل اتحاد جماهیر شوروی سوسیالیستی و مولداوی بود.